# Dalton Schultz
Dalton Chase Schultz (Sandy, Utah, 11 de julio de 1996) más conocido como Dalton Schultz, es un jugador profesional estadounidense de fútbol americano que se desempeña en la posición de tight end en Houston Texans, equipo de la National Football League (NFL).

## Carrera
Fue seleccionado en la cuarta ronda en la Reunión Anual de Selección de Jugadores de la NFL de 2018. Hizo su debut profesional con el equipo Dallas Cowboys, en el cual jugó cinco temporadas (2018-2023), luego pasó a Houston Texans, donde lleva jugando una temporada.